# سالم خليفة (لاعب كرة قدم إماراتي)
سالم خليفه، لاعب كرة قدم إماراتي سابق.
و قد كان يلعب مع نادي الوحدة الإماراتي.
و قد لعب مع منتخب الإمارات لكرة القدم.

## كأس الخليج 1982
و قد سجل هدف في مرمى منتخب السعودية لكرة القدم، وقد سجل هدف في مرمى منتخب البحرين لكرة القدم، وقد سجل هدف في مرمى منتخب عمان لكرة القدم، وقد حصل على لقب الهداف مناصفة مع يوسف سويد وماجد عبد الله وإبراهيم زويد برصيد 3 أهداف.

## سالم خليفة والعنابي
يعتبر سالم خليفة ابرز نجوم العنابي في القرن الماضي مع العلم انه أول لاعب وحداوي يرفع كأس بطولة وحدث ذلك سنه 1986 حينما هزم الوحدة فريق العين بنتيجة 4-1 في نهائي كاس الاتحاد وكانت المباراة في ستاد مدينة زايد الرياضية في العاصمة أبوظبي